# エネス・ウナル
エネス・ウナル（Enes Ünal, 1997年5月10日 - ）は、トルコ・オスマンガズィ出身のサッカー選手。AFCボーンマス所属。トルコ代表。ポジションはFW。

## 経歴
2006年からトルコのブルサスポルのユースチームでキャリアをスタートさせ、2013年にトップチームに昇格した。UEFAヨーロッパリーグ 2013-14のFKヴォイヴォディナ・ノヴィ・サド戦でプロデビューを果たした。
8月25日、ガラタサライSK戦でパブロ・バタージャのアシストからプロ初得点を記録した。この得点はスュペル・リグで最年少得点記録を更新した。10月21日、カイセリスポル戦でシェネル・オズバイラクルのアシストから得点を記録した。
2015年7月6日、プレミアリーグのマンチェスター・シティFCと契約を結んだ。同月7月31日にジュピラー・プロ・リーグのKRCヘンクへ期限付き移籍。翌年1月29日、両クラブの合意によりローンを早期に打ち切り、エールステ・ディヴィジのNACブレダへローンで加入した。
2017年5月31日、レンタルで加入していたFCトゥエンテでの活躍が評価され、リーガ・エスパニョーラ・ビジャレアルに移籍が決定した。その後2018年より2年間はローン移籍でレアル・バリャドリードでプレーし、2年連続ラ・リーガ残留に貢献。
2020年8月12日、ヘタフェCFと5年契約を締結した。2021-22シーズンは16ゴールを挙げ、2022-23シーズンは15ゴールを挙げてこのシーズンのチーム内得点王となった。2023年5月3日、セルタ・デ・ビーゴ戦でラ・リーガ通算193試合目の出場を果たし、トルコ人選手としてラ・リーガ通算出場試合数歴代1位となった。5月26日、レアル・ベティス戦で相手選手にプレスをかけに行った際に右膝の前十字靭帯断裂の怪我を負った。
2024年2月1日、AFCボーンマスにシーズン終了までのレンタルで移籍した。買取オプションが付帯している。ボーンマスでは公式戦17試合に出場して2得点2アシストを記録し、5月29日にボーンマスへ完全移籍することが発表された。

## 代表歴
トルコ代表として各世代別代表でプレーし、16歳でU-21代表に選出された。

## 個人成績
2020年7月19日現在
| クラブ                 | シーズン     | リーグ                 | リーグ | リーグ | カップ | カップ | 国際大会 | 国際大会 | その他 | その他 | 合計 | 合計 |
| クラブ                 | シーズン     | リーグ                 | 出場   | 得点   | 出場   | 得点   | 出場     | 得点     | 出場   | 得点   | 出場 | 得点 |
| ---------------------- | ------------ | ---------------------- | ------ | ------ | ------ | ------ | -------- | -------- | ------ | ------ | ---- | ---- |
| ブルサスポル           | 2013-14      | スュペル・リグ         | 16     | 3      | 5      | 3      | 2        | 0        | —      | —      | 23   | 6    |
| ブルサスポル           | 2014-15      | スュペル・リグ         | 19     | 1      | 10     | 0      | 2        | 0        | —      | —      | 31   | 1    |
| ブルサスポル           | 合計         | 合計                   | 35     | 4      | 15     | 3      | 4        | 0        | 0      | 0      | 54   | 7    |
| マンチェスター・シティ | 2015-16      | プレミアリーグ         | 0      | 0      | 0      | 0      | 0        | 0        | —      | —      | 0    | 0    |
| ヘンク (loan)          | 2015-16      | ベルギー・プロ・リーグ | 12     | 1      | 2      | 1      | 0        | 0        | —      | —      | 14   | 2    |
| NACブレダ (loan)       | 2015-16      | エールステ・ディヴィジ | 11     | 8      | 0      | 0      | —        | —        | 3      | 0      | 14   | 8    |
| トゥウェンテ (loan)    | 2016-17      | エールディヴィジ       | 32     | 18     | 1      | 1      | —        | —        | —      | —      | 33   | 19   |
| ビジャレアル           | 2017-18      | ラ・リーガ             | 23     | 5      | 3      | 0      | 5        | 0        | —      | —      | 31   | 5    |
| レバンテ (loan)        | 2017-18      | ラ・リーガ             | 7      | 1      | 0      | 0      | —        | —        | —      | —      | 7    | 1    |
| バリャドリード (loan)  | 2018-19      | ラ・リーガ             | 33     | 6      | 1      | 0      | —        | —        | —      | —      | 34   | 6    |
| バリャドリード (loan)  | 2019-20      | ラ・リーガ             | 35     | 6      | 2      | 2      | —        | —        | —      | —      | 37   | 8    |
| バリャドリード (loan)  | 合計         | 合計                   | 68     | 12     | 3      | 2      | 0        | 0        | 0      | 0      | 71   | 14   |
| ヘタフェ               | 2020-21      | ラ・リーガ             | 23     | 4      | 1      | 1      | -        | -        | -      | -      | 24   | 5    |
| キャリア通算           | キャリア通算 | キャリア通算           | 211    | 53     | 25     | 8      | 9        | 0        | 3      | 0      | 248  | 61   |